# Hemmingstjärnen
Hemmingstjärnen är en sjö i Bergs kommun i Jämtland och ingår i Indalsälvens huvudavrinningsområde. Hemmingstjärnen ligger i Brötarna Natura 2000-område.